# Water Tower

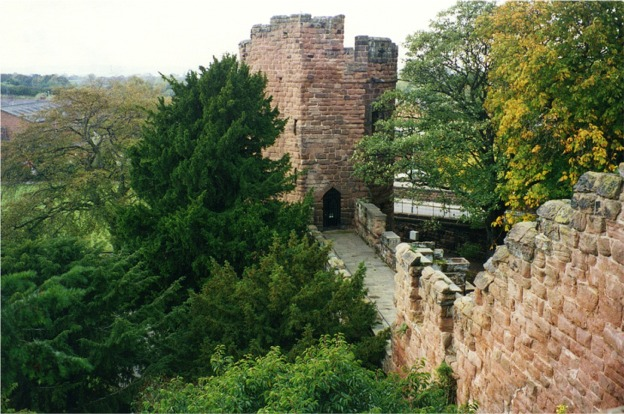
Stichmauer, die zum Water Tower führt

Der Water Tower (ursprünglich als New Tower bekannt) ist ein im 14. Jahrhundert errichteter Turm in Chester, Cheshire, England, der durch eine Stichmauer mit Bonewaldesthorne’s Tower an der Stadtmauer von Chester verbunden ist. Der Turm und dieser Mauerabschnitt ist ein als Grade I eingestuftes Baudenkmal. Ursprünglich trug der Turm den Namen New Tower, wurde aber ab dem 17. Jahrhundert als Water Tower bezeichnet, obwohl die Stadtversammlung versuchte, den korrekten Namen beizubehalten. Er wurde am 28. Juli 1955 im Grade I als Baudenkmal eingestuft.

## Geschichte
Der Turm wurde zwischen 1322 und 1325 erbaut und stand damals im River Dee. Er ist mit Bonewaldesthorne’s Tower durch eine Stichmauer der Stadtmauer verbunden. Der Baumeister war John (de) Helpston, der auch Kastelle für König Edward II. in North Wales gebaut hatte. Der primäre Zweck des Bauwerks war die Verteidigung des Hafens von Chester, und er wurde auch genutzt, um den Schiffsverkehr zu überwachen und sicherzustellen, dass die diesbezüglichen Zölle und Abgaben entrichtet wurden. Die Baukosten des Turms und der Stichmauer beliefen sich auf 100 Pfund Sterling  (inflationsbereinigt in heutigen Preisen 70.000 Pfund Sterling) Gegen Ende des 16. Jahrhunderts war der Fluss verlandet und der Turm stand auf dem Trockenen. 1639 wurde der Turm mit den Finanzmitteln der Stadt renoviert und im darauffolgenden Jahrzehnt wurden die Schießscharten in der Stichmauer erweitert, um sie für Kanonen nutzbar zu machen. Im Englischen Bürgerkrieg wurde der Turm angegriffen und beschädigt. Von 1671 an wurde er als Lagerhaus vermietet und wurde 1728 als „nutzlos und vernachlässigt“ beschrieben.
Die Chester Mechanics’ Institution wurde 1835 gegründet. Sie wollte in dem Turm ein Museum einrichten, um ihre Artefakte auszustellen. Der Stadtrat vermietete den Turm und den benachbarten Bonewaldesthorne’s Tower der Vereinigung zu einem symbolischen Preis und 1838 wurde das Museum eröffnet. Die Vereinigung wurde 1876 aufgelöst, und die Ausstellungsgegenstände kamen in den Besitz der Stadtverwaltung. Obwohl zu diesem Zeitpunkt feststand, dass der Turm als Museum wenig geeignet war, blieben die Gegenstände dort, weil es damals keinen anderen Platz gab, um sie auszustellen. In den Jahren 1901–1902 wurde das Museum geschlossen, da die Stadtmauern wiederaufgebaut wurden. 1903 erfolgte die Wiedereröffnung und in diesem Jahr kamen 12.000 Besucher. 1916 wurden die Türme für die Öffentlichkeit geschlossen und 1920 zu einer anderen Verwendung vermietet. Im Jahr 1954 kaufte das Grosvenor Museum die Bauwerke und machte sie 1962 der Öffentlichkeit wieder zugänglich. Heute steht der Turm etwa 180 m vom Flussufer entfernt und ist wohl der am wenigsten veränderte mittelalterliche Turm in Chester.

## Architektur
Der Turm und die zu ihm führende Stichmauer sind aus Bruchsteinen aus 
Sandstein gemauert. Der Turm ist rund 29 m hoch, die verbindende Mauer hat eine Länge von 29,5 m, ist 3,3 m breit und etwa 7,3 m hoch. Ein Torbogen in der Stadtmauer führt zu den 44 Treppenstufen, die zu dem Turm hinunterführen. Die Mauer hat Zinnen und ist vermutlich der einzige noch bestehende Abschnitt der mittelalterlichen Zinnen der Stadt. Der Turm ist an seiner Basis rund, auf ihm sitzt eine quadratische Plattform. Er enthält zwei achteckige Räume, jeweils einen pro Stockwerk. Eine Spitzbogentüröffnung gewährt den Zugang von der Mauer in den unteren Raum. In den Winkel zwischen dem Turm und der Mauer ist eine kleine Latrine eingepasst. Fünf steinerne Stufen führen vom Eingang auf das Niveau der unteren Kammer herab. Die Mauern des Turms sind hier mehr als 3,6 m dick. Ursprünglich hatten die Mauern Schießscharten, diese wurden jedoch später zugemauert, und ihre Lage ist nur noch von außen erkennbar. Eine kreisförmige Treppe mit 23 Stufen führt hinauf zur oberen Kammer, in deren Wände vier Schießscharten verteilt sind. Darüber befindet sich eine Plattform, die den Eingang zum Turm überragt.